# Plantae Asiaticae Rariores

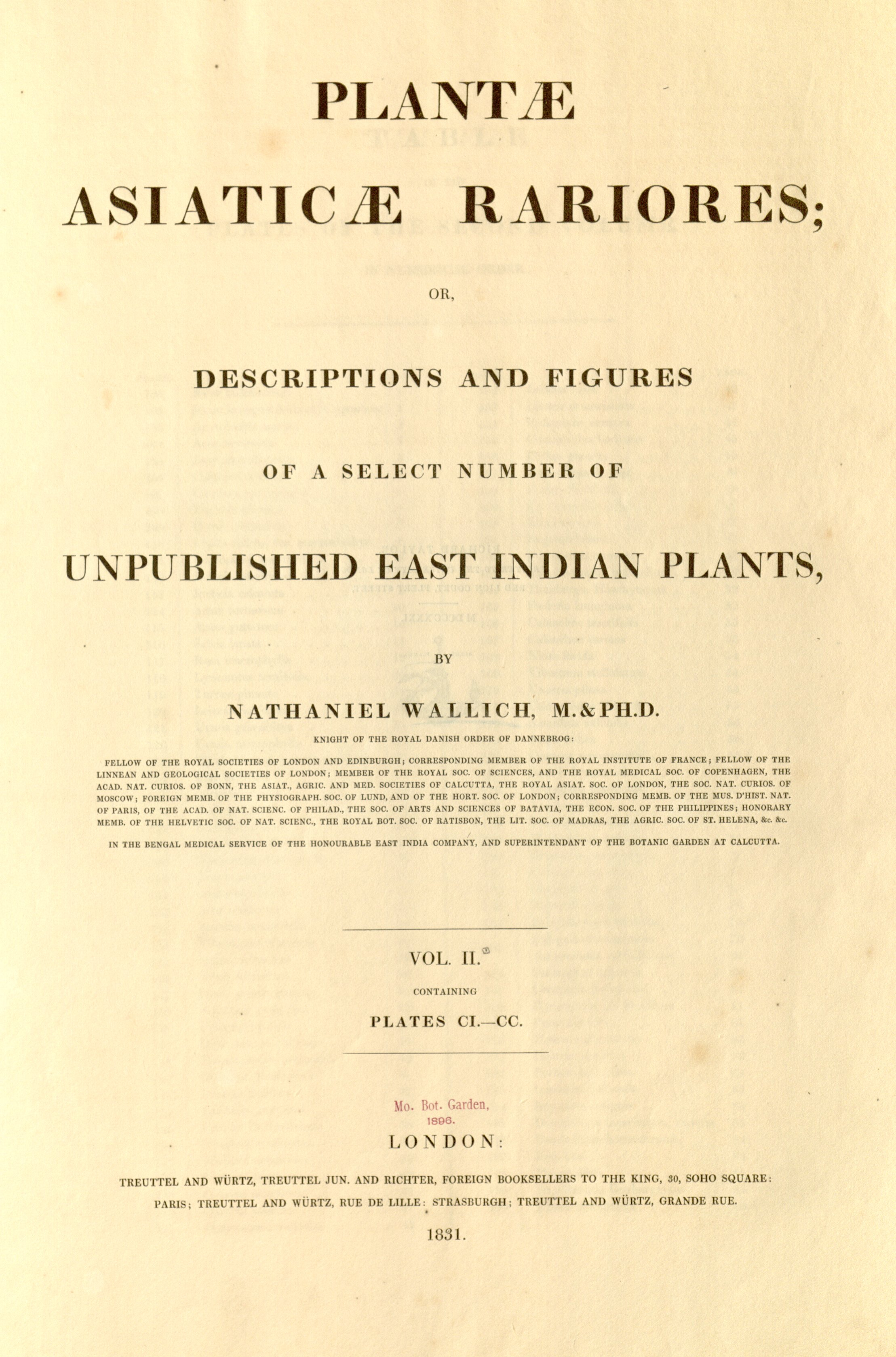
Vista del libro

Plantae Asiaticae Rariores (abreviado Pl. Asiat. Rar.) es un libro con ilustraciones y descripciones botánicas que fue escrito  por el cirujano, botánico y pteridólogo danés Nathaniel Wallich. Fue publicado en Londres en 3 volúmenes en los años 1829-1832.
Esta obra fue publicada en Londres, París y Estrasburgo entre 1829 y 1832, y consistió en 3 volúmenes encuadernados de las 12 piezas originales de tamaño folio (21 ½ x 14 ½ pulgadas) con 294 placas coloreadas a mano y litografiados por  Maxim Gauci. Wallich entró en excedencia en 1828 para supervisar la impresión y la coloración a mano de las ilustraciones de Inglaterra. Los más importantes de los artistas de la acuarela que ejecutaron las pinturas originales fueron dos artistas indios, Vishnupersaud, responsables de 114 platos y Gorachand de 87. Vishnupersaud (denominado a veces como Vishnu Prasad) fue un artista indio frecuentemente empleado por los naturalistas que trabajan en la India, como John Forbes Royle y Francis Buchanan-Hamilton. La habilidad de Vishnupersaud era legendaria y Wilfrid Blunt incluyó una de sus acuarelas en su libro The Art of Botanical Illustration. Las placas restantes se realizaron por Charles M. Curtis (7), William Griffith (3), y varios otros. Una doble página del mapa grabado de la India creado por John Arrowsmith, mostró las rutas seguidas por varios botánicos.
Plantae Asiaticae fue continuado por William Roxburgh Plants of the coast of Coromandel  (Londres, 1795-1820), y promovido por la Compañía de la India Oriental que suscribieron  40 copias. Las 12 piezas se vendieron a 2 £ 10 s cada uno, entre septiembre de 1829 y agosto de 1832.
Wallich escribe en la introducción "El presente trabajo consiste en una selección de plantas hechas principalmente de una serie de 1.200 dibujos, ejecutados bajo mi dirección por artistas nativos", y elogia la labor del litógrafo Maxim Gauci y el colorista John Clark: "Para estos dos hombres dignos y artistas admirables me permito expresar mi sincero respeto ". Un punto destacable es que el número de placa 6 es un grabado de H. Weddell, y no una litografía.

## Publicación
Publicado en  3 volúmenes en 12 partes (1829-1832).
- Volumen 1(1): 1-22, tt. 1-25. Sep 1829;
- Volumen 1(2): 23-42, tt. 26-50. 6 Apr 1830;
- Volumen 1(3): 43-62, tt. 51-75. 15 Jul 1830;
- Volumen 1(4): 63-84, tt. 76-100. 1 Sep 1830;
- Volumen 2(5): 1-20, tt. 101-125. 20 Dec 1830;
- Volumen 2(6): 21-36, tt. 126-150. 4 Apr 1831
- Volumen 2(7): 37-52, tt. 151-175. 7 Jun¹1831;
- Volumen 2(8): 53-86, 176-200. 6 Sep 1831;
- Volumen 3(9): 1-?,¹tt. 201-225. 10 Dec 1831;
- Volumen 3(10): ?-28, tt. 226-250. 20 Mar 1832;
- Volumen 3(11): 29-40, tt. 251-275. 15 Jun 1832;
- Volumen 3(12): 41-117, 276-300. 15 Aug 1832

Con 300 placas litográficas; 1-295 de plantas; 296-300 de mapas. Collaborators: Bentham, Martius, Meisner & Nees

## Galería de placas

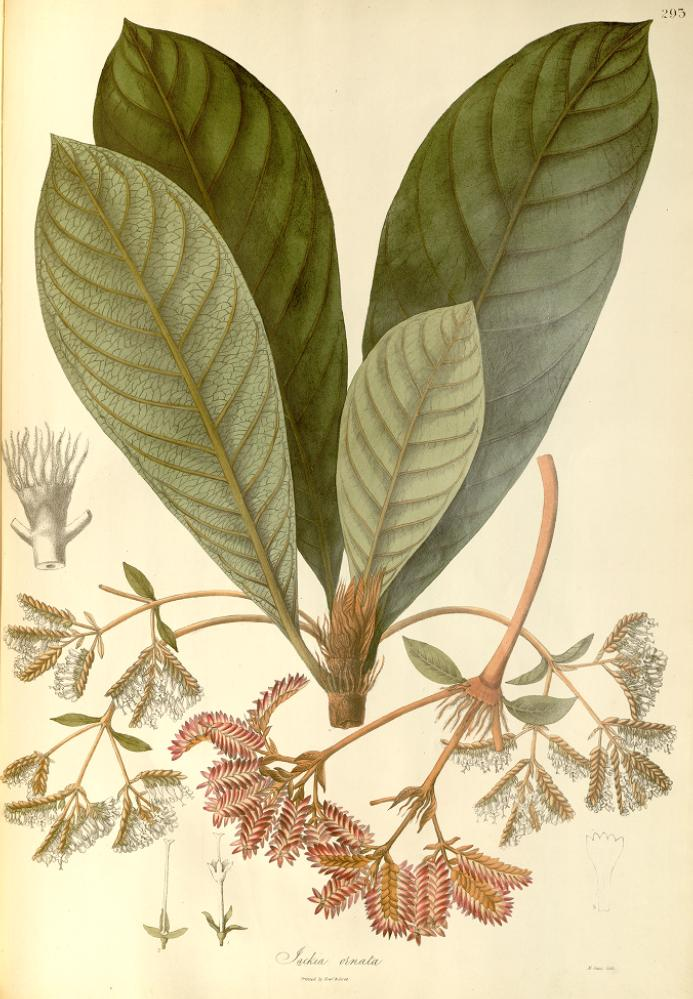
Jackiopsis ornata
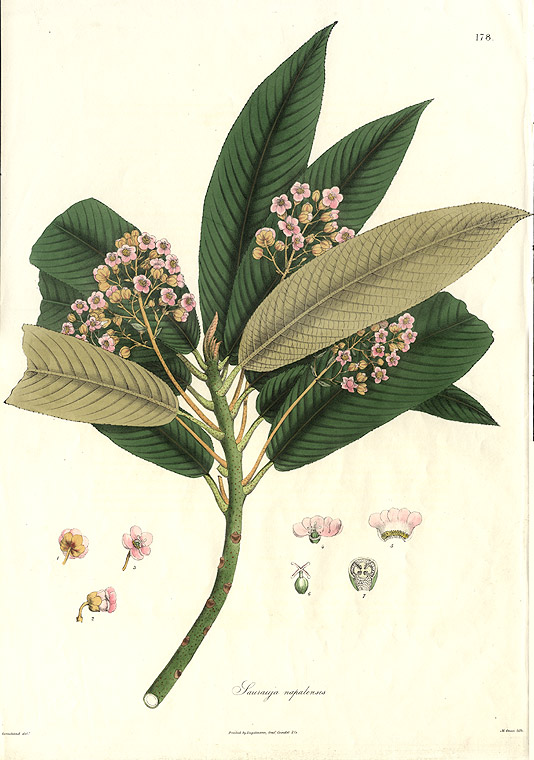
Saurauia nepalensis
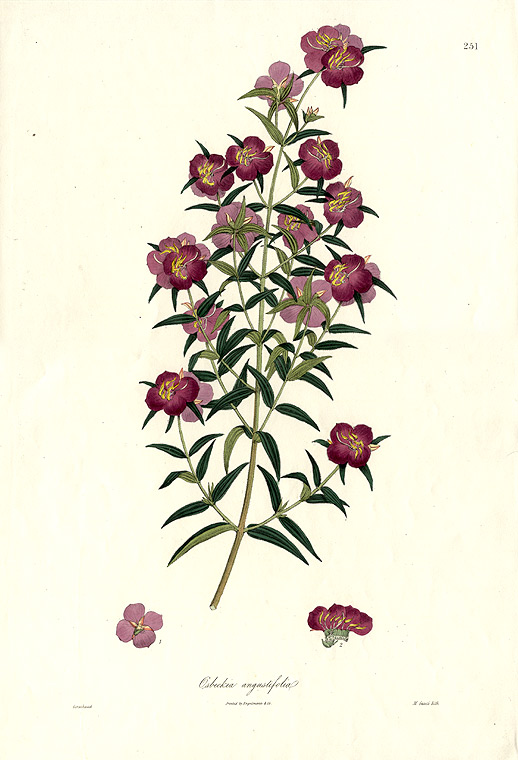
Osbeckia angustifolia
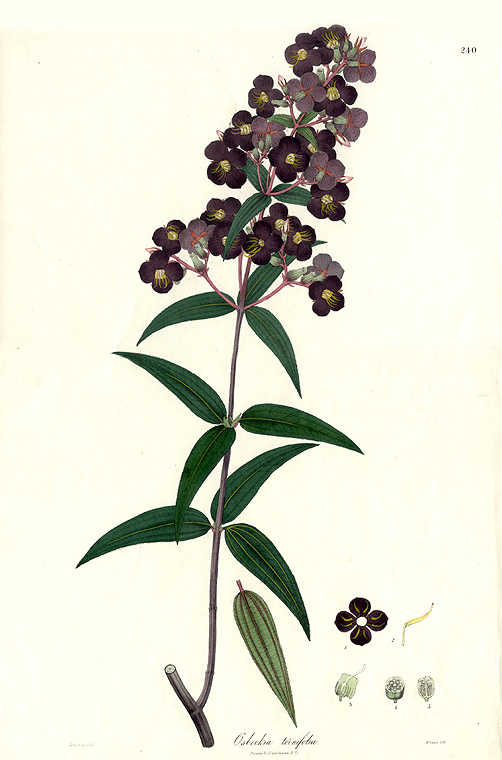
Osbeckia ternifolia
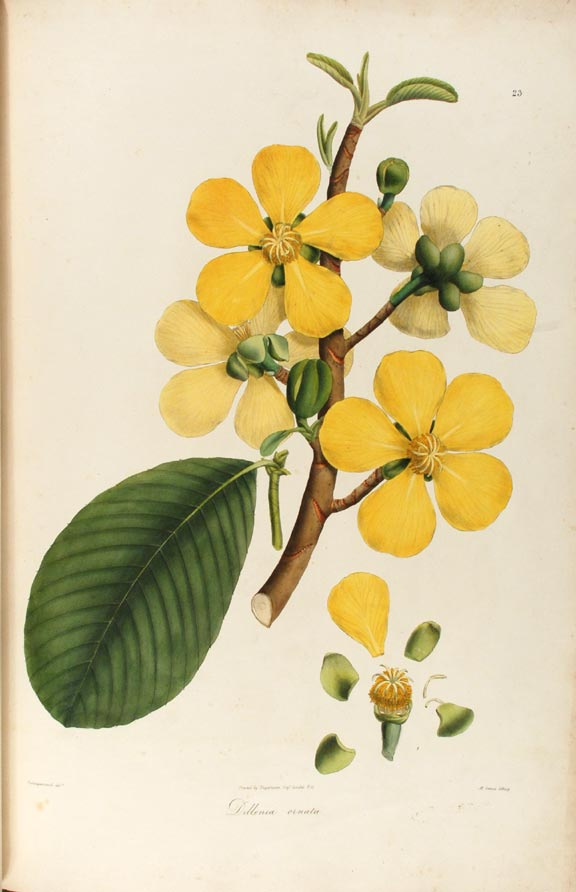
Dillenia aurea
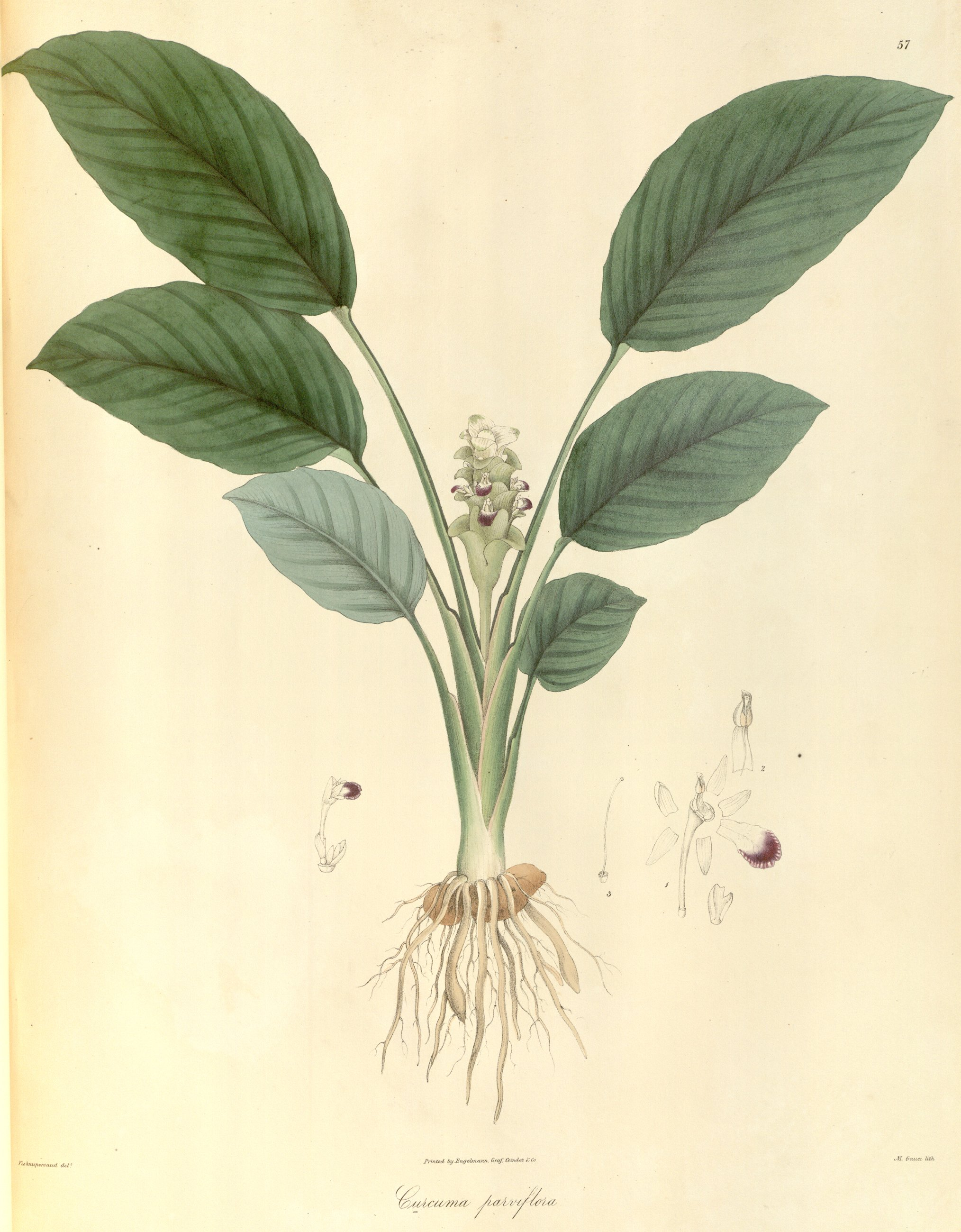
Curcuma parviflora
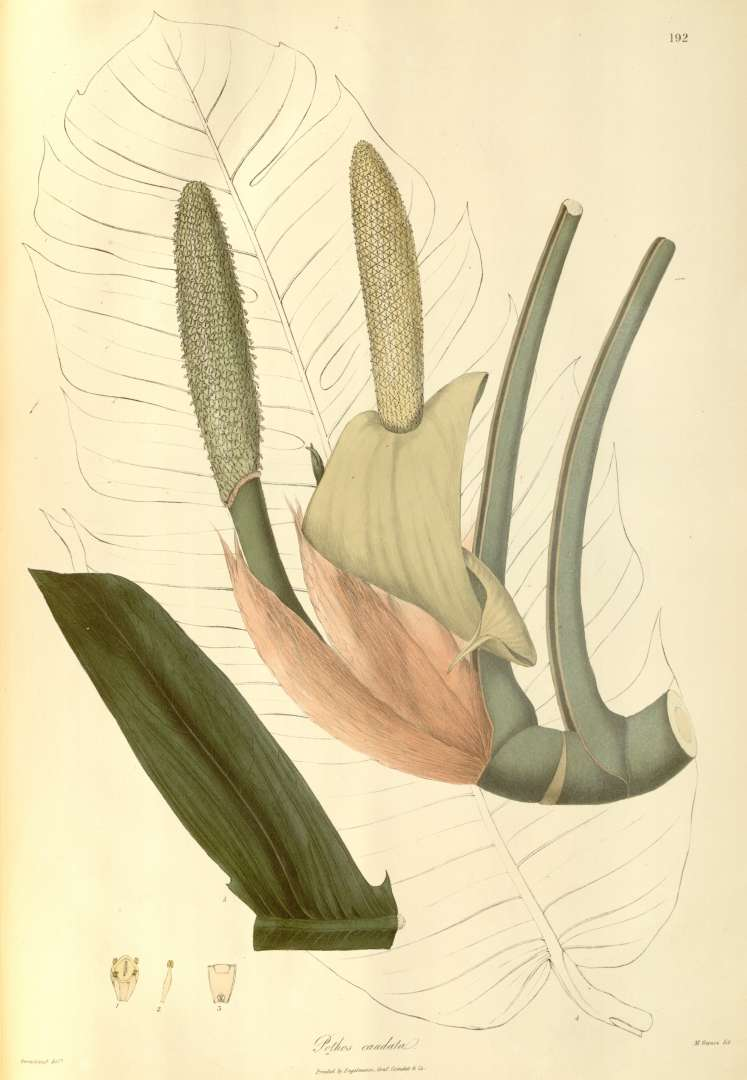
Epipremnum pinnatum
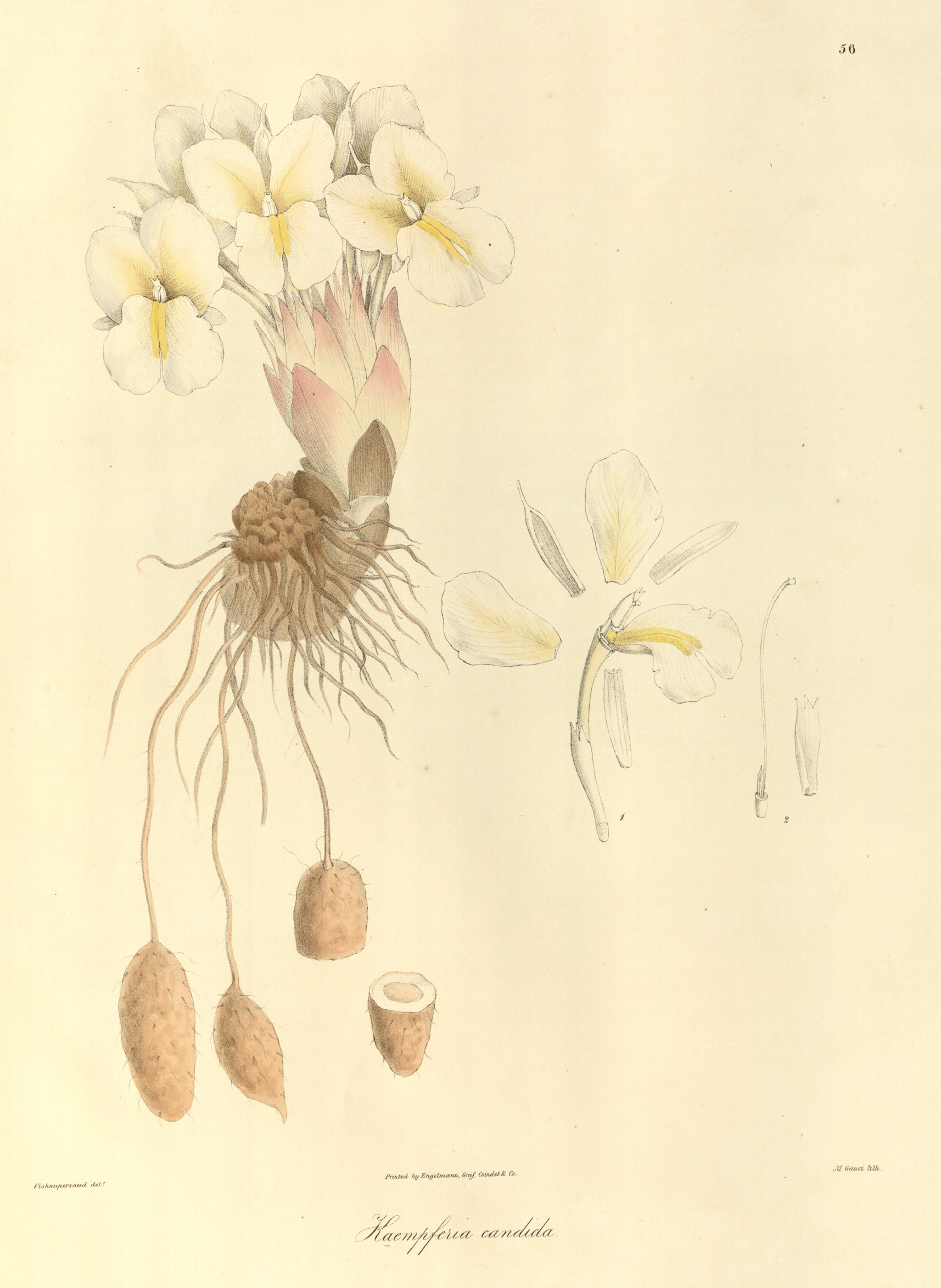
Kaempferia candida
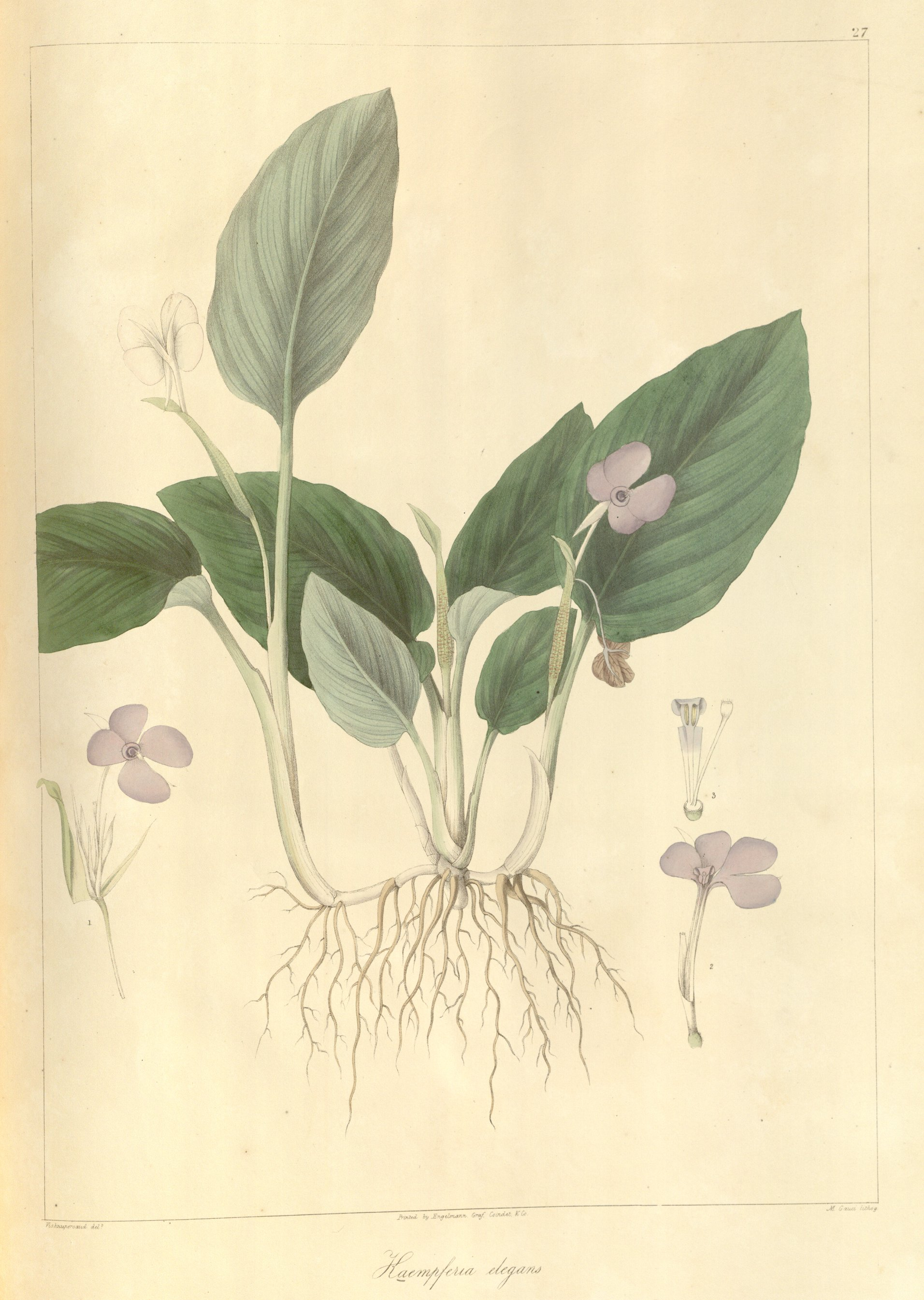
Kaempferia_elegans
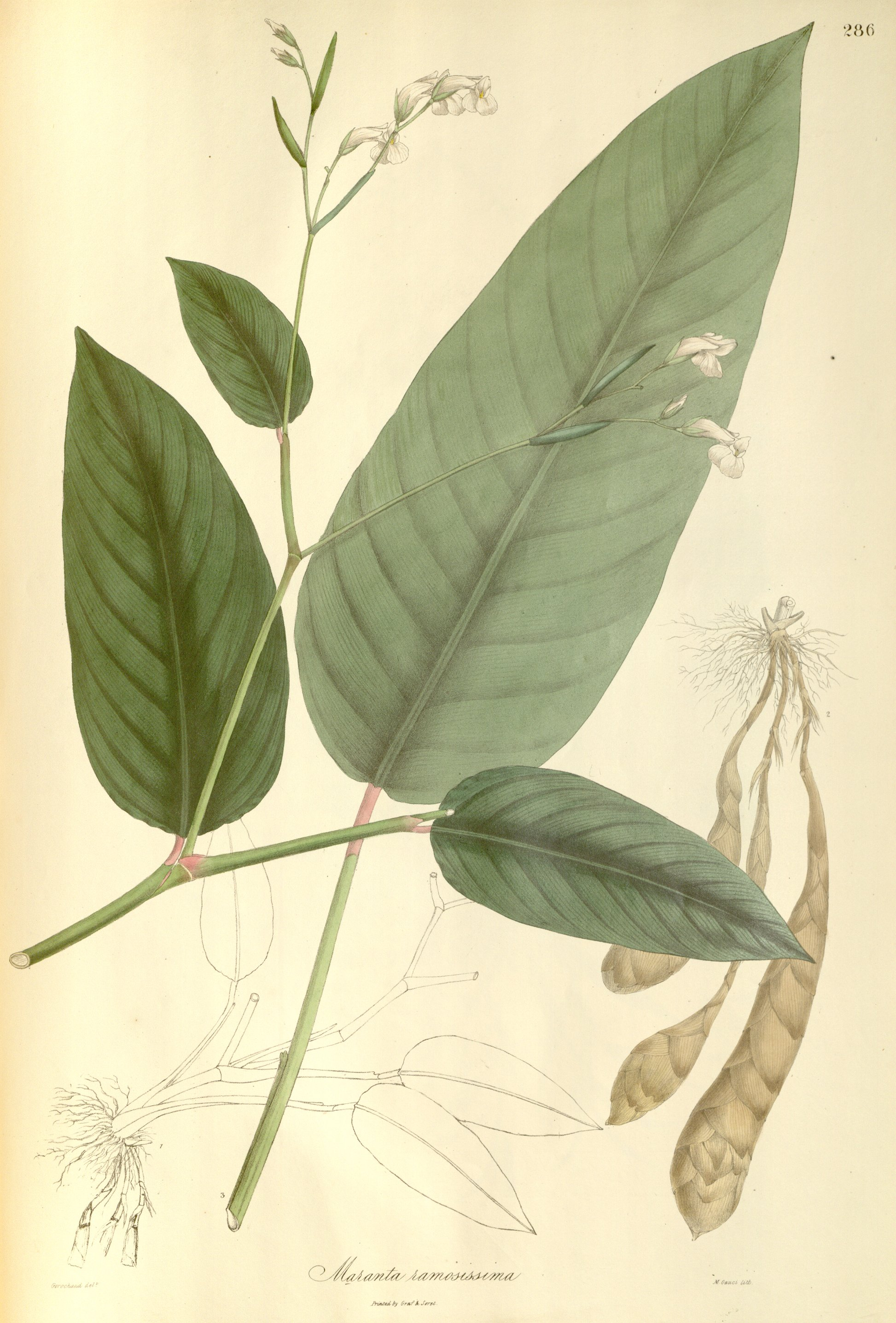
Maranta ramosissima
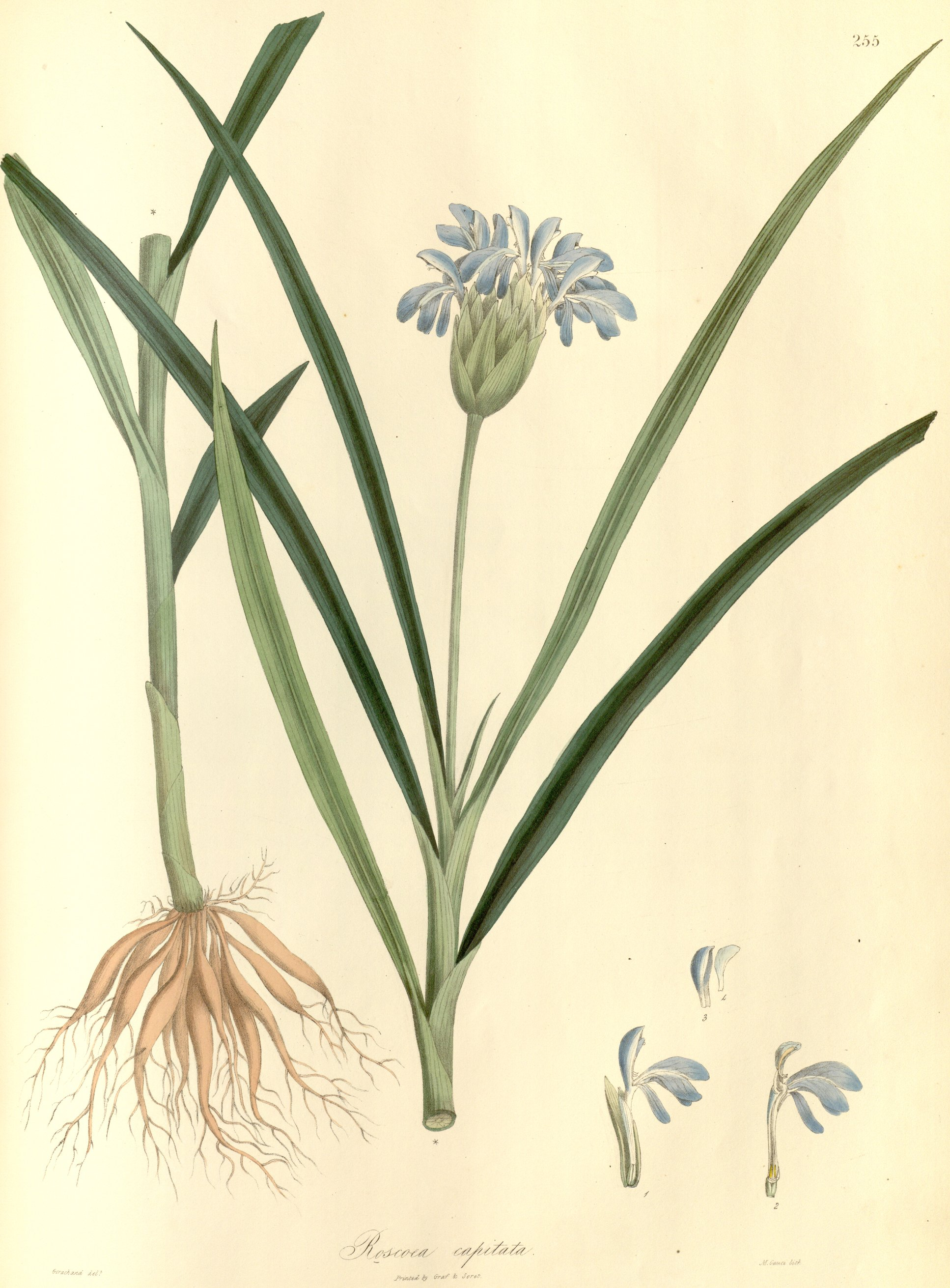
Roscoea_capitata
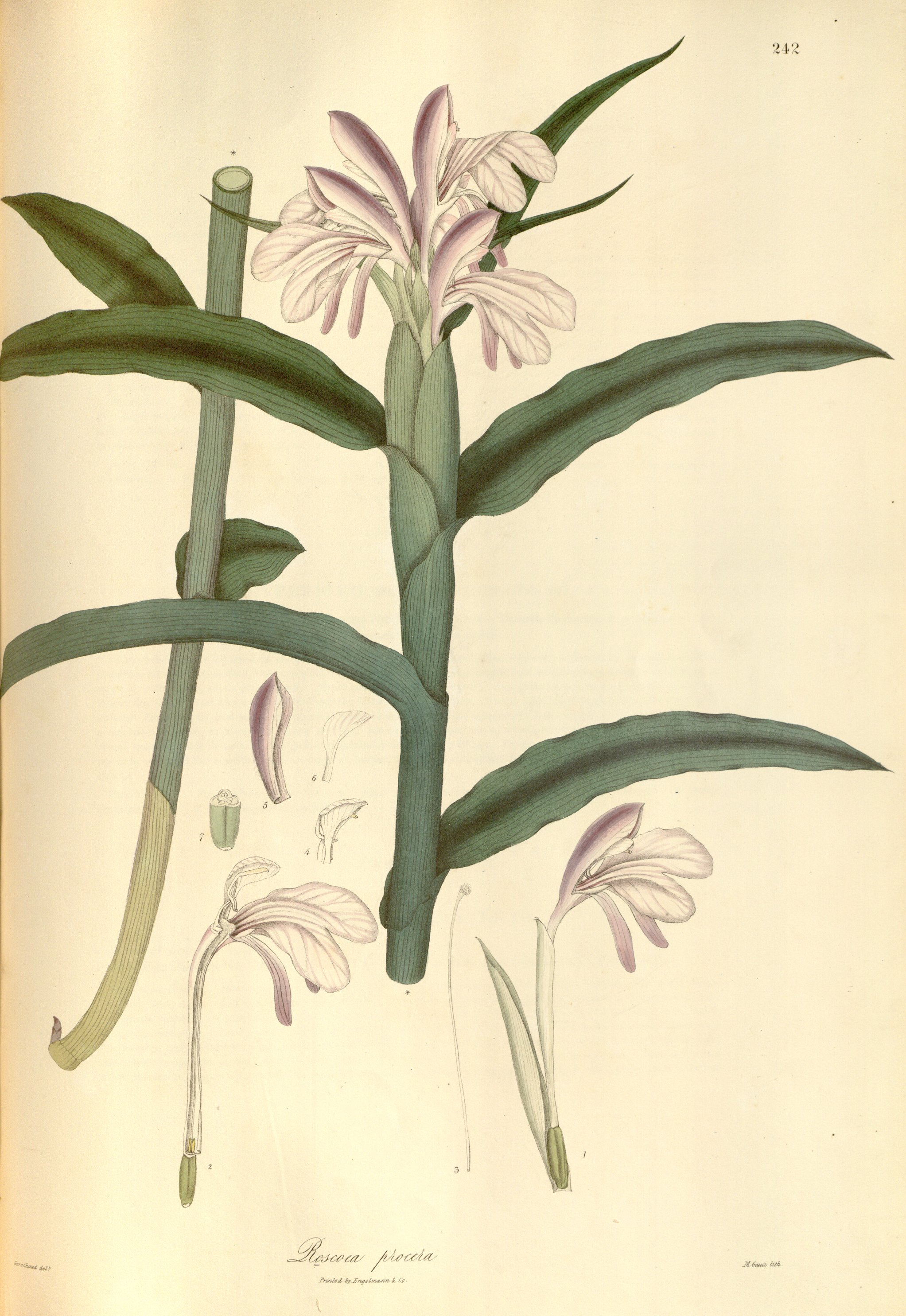
Roscoea purpurata purpurata
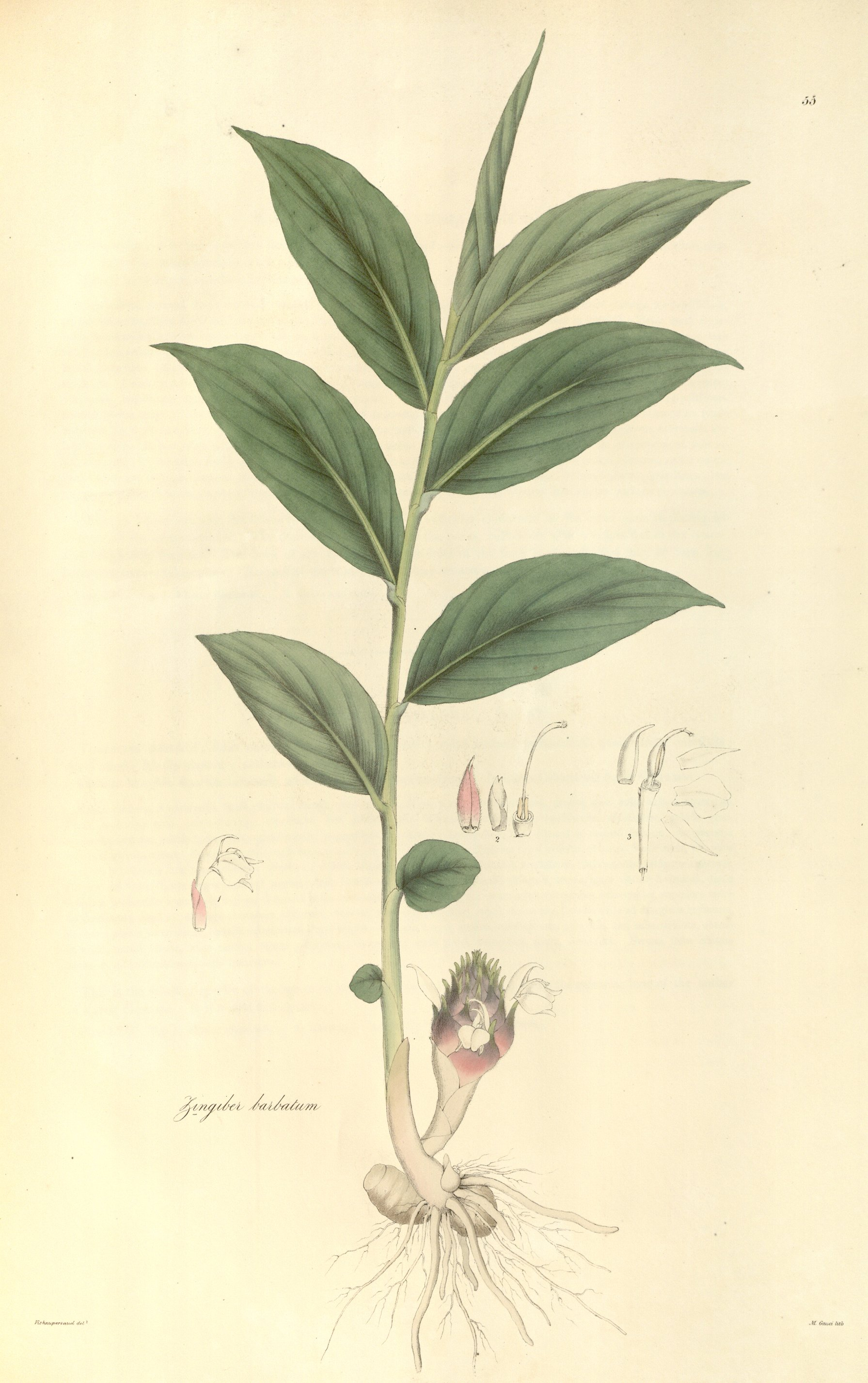
Zingiber barbatum